# Tipula inarmata
Tipula inarmata är en tvåvingeart som beskrevs av Alexander 1928. Tipula inarmata ingår i släktet Tipula och familjen storharkrankar. Inga underarter finns listade i Catalogue of Life.